# Noord-Waddinxveen
Noord-Waddinxveen est une ancienne commune néerlandaise de la province de la Hollande-Méridionale, située entre Gouda et Alphen aan den Rijn, sur la Gouwe.
De 1812 à 1817, Noord-Waddinxveen forme avec Zuid-Waddinxveen la première commune de Waddinxveen, mais les deux communes sont rétablies le 1er avril 1817.
La commune était composée de la partie septentrionale du village de Waddinxveen, ainsi que du hameau de Noordkade. En 1840, la commune comptait 160 maisons et 1 292 habitants.
Le 1er juillet 1870, Noord-Waddinxveen fusionne avec les communes de Zuid-Waddinxveen et Broek pour former la commune de Waddinxveen.

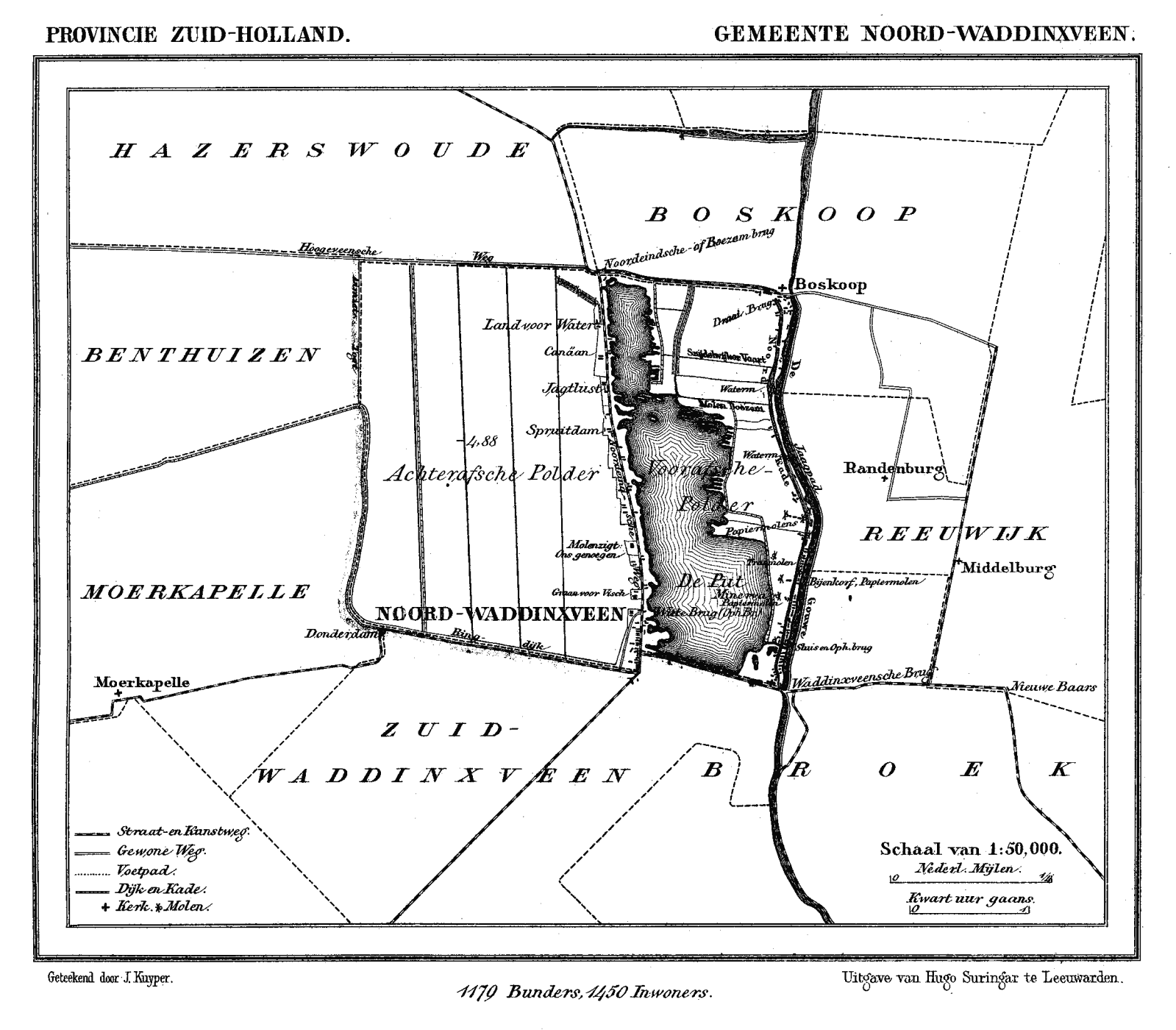
Carte de Noord-Waddinxveen en 1868